# إيزابيل جلاسر
إيزابيل جلاسر (بالإنجليزية: Isabel Glasser)‏ هي ممثلة أمريكية، ولدت في 1 مايو 1958.

## وصلات خارجية
- إيزابيل جلاسر على موقع IMDb (الإنجليزية)
- إيزابيل جلاسر على موقع قاعدة بيانات الفيلم (الإنجليزية)